# Erida (pritlikavi planet)
Êrida (tudi 136199 Erida, prej začasno imenovana Ksena) (starogrško Ἒρις: Éris; simbol: ), je najmasivnejši znani pritlikavi planet v Osončju. Odkrili so jo 21. oktobra 2003. Kot čezneptunsko telo (TNO) kroži okrog Sonca v območju Vesolja, imenovanem razpršeni disk, in jo spremlja vsaj en naravni satelit, Disnomija. Trenutno sta Erida in Disnomija najbolj oddaljeni poznani telesi v Sončevem sistemu. Mike Brown je aprila 2006 sporočil, da ima po meritvah vesoljskega teleskopa Hubble Erida premer okrog 2326 km, kar je rahlo manj od premera Plutona.
Telo je poimenovano po grški boginji prepira in nesloge Eridi, deloma zaradi zmede, ki se je pojavila v astronomski skupnosti zaradi razprave o njegovi naravi.